# Aleksandar Nikolić Csarnok
AZ Aleksandar Nikolić Csarnok (szerbül: Хала Александар Николић / Hala Aleksandar Nikolić) egy Belgrádban található fedett sportcsarnok, korábbi nevén Pionir Csarnok vagy Pionir Aréna (szerbül: Хала Пионир / Hala Pionir). 
Hivatalos befogadóképessége 8.150 fő. 2016-ban a volt jugoszláv kosárlabdázó, majd edző Aleksandar Nikolić nevét vette fel a létesítmény. A csarnokban legfőképpen kosárlabda mérkőzéseket rendeznek, a KK Crvena zvezda és a KK Partizan otthonául is szolgál.

## Története

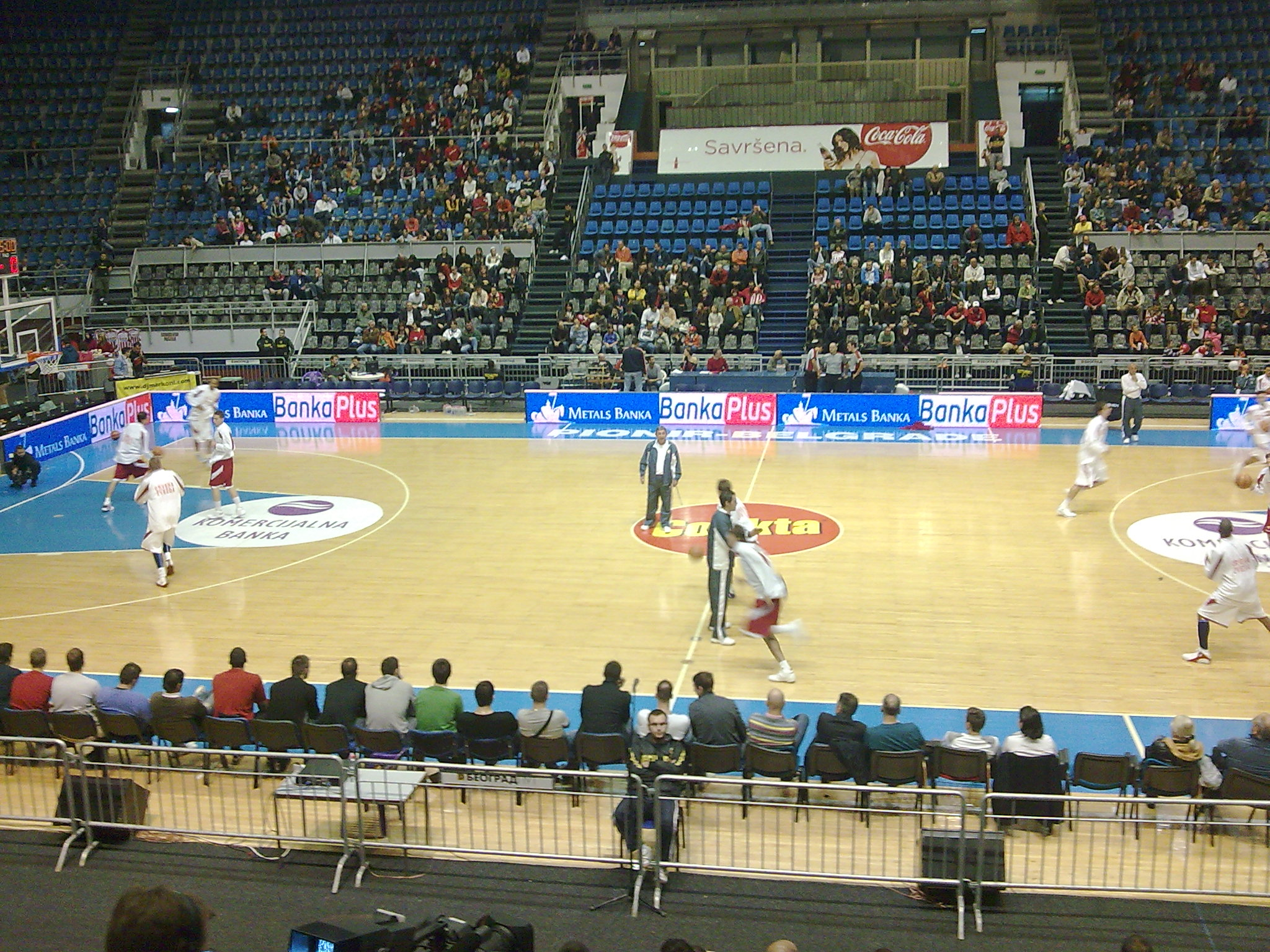
A KK Crvena zvezda játékosai gyakorolnak a vezetőedző Svetislav Pešić vezényletére 2008 szeptemberében

Az aréna adott otthont a kosárlabda Euroliga döntőjének az 1976-1977-es idényben, amikor az izraeli Maccabi Tel-Aviv legyőzte az olasz Pallacanestro Varese csapatát és szintén itt rendezték meg a FIBA EuroCup négyesdöntőjét az 1997-1998-as idény végén. 1989. október 16-án a Judo-világbajnokságot bonyolították le itt.
Ezen kívül számos nívós sporteseménynek adott otthont az aréna, itt rendezték a 2005-ös férfi kosárlabda-Európa-bajnokság és a 2013-as női kézilabda-világbajnokság egyes mérkőzéseit is. 
2016. február 13-tól az aréna Aleksandar Nikolić, korábbi kosárlabdázó nevét viseli.

## Külső hivatkozások
- Hala Pionir